# ریچارد جی. آرنولد
ریچارد جی. آرنولد (انگلیسی: Richard J. Arnold; ۲۸ ژوئن ۱۸۵۶ – ۱۹ مهٔ ۱۹۲۹) یک پیشگام آمریکایی‌های انگلیسی‌تبار قرن نوزدهم در عکاسی اولیه در کالیفرنیا بود. او به خاطر عکاسی با صفحه عکاسی شیشه‌ای با فرمت بزرگ و عکاس اختصاسی برای هتل دل مونته در مونته‌ری، کالیفرنیا شهرت دارد.

## زندگی‌نامه
آرنولد در ۲۸ ژوئن ۱۸۵۶ در انگلستان به دنیا آمد. در ۱۶ سالگی به نیویورک آمد و در نهایت در ساحل مرکزی کالیفرنیا ساکن شد.

## حرفه
آرنولد از سال ۱۸۸۳ تا ۱۸۹۶ استودیوهایی را در سان لوئیس اوبیسپو، کالیفرنیا افتتاح کرد. در سال ۱۸۸۹، استودیوی او روبروی فروشگاه سینشایمر قرار داشت. در ژوئیه ۱۸۹۶ گالری عکس آرنولد در خیابان هیگورا در آتش‌سوزی نابود شد. آرنولد استودیوهای دیگری در سانتا باربارا و آلامدا داشت.
کارهای آرنولد شامل صفحه عکاسی با فرمت بزرگ و کارت پستال عکس واقعی از خشت‌های اولیه، مأموریت‌های کالیفرنیا و منطقه ساحلی کالیفرنیا بود. او به عکاسی اولیه کالیفرنیا با یکی از اولین مجموعه‌های پرتره جوامع لاتین و بومیان کالیفرنیا، که جمعیت متنوع شهرستان سن لوئیس اوبیسپو در اواخر دهه ۱۸۰۰ را به تصویر کشید، کمک کرد. آثار او مشاهیر اولیه از جمله ملکه لیلی‌اوکالانی از جزایر هاوایی را پوشش می‌داد.
در سال ۱۹۰۱، آرنولد به شبه جزیره مونتری نقل مکان کرد تا جانشین سی. دبلیو. جی. جانسون به عنوان عکاس تعیین شده برای هتل دل مونته از سال ۱۹۰۲ تا ۱۹۲۴ شود. این به او اجازه داد ظرافت هتل و مهمانانش را به تصویر بکشد. دوران تصدی آرنولد در آنجا تا سال ۱۹۲۴ ادامه یافت و جولیان پی گراهام جانشین او شد. عکس‌های او از مونتری در کتاب ۲۰۰۵ جولی کین، هتل دل مونته، کالیفرنیا، به نمایش گذاشته شد. استودیوی عکس آرنولد در خشت آلوارادو، که اکنون یک مکان تاریخی کالیفرنیا است، در گوشه جنوب غربی خیابان‌های آلوارادو و پرل در مونتری قرار داشت.
در سال ۲۰۱۱، انجمن تاریخی پاسو روبلز بیش از ۲۰۰۰ نگاتیو صفحه عکاسی از ژاکلین دی. ماری دریافت کرد که در یک حراجی توسط راندال جین یانگ بدست آورد. ماری آنها را به انجمن قرض داد و شرط کرد که در داخل شهرستان بمانند و برای اهداف اقتصادی استفاده نشوند.
در سال ۲۰۱۵، عکس‌های پرتره آرنولد «در تاریخچه مشترک II: بیشتر» از ساحل مرکزی در پاسو روبلز و کالیفرنیا ویرایش نشده! در نمایشگاه بین‌المللی هنر عکس پاریس در لس‌ آنجلس. دومی توسط آنتونی لپور و با کمک جولین فریدمن سازماندهی شد.
در سال‌های ۲۰۲۲ و ۲۰۲۳، کتابخانه شهر پاسو روبلز مجموعه‌ای از مجموعه آرنولد انجمن تاریخی پاسو روبلز را در نگاه عکاسی به گذشته ما به نمایش گذاشت.

## درگذشت
آرنولد در ۱۹ مه ۱۹۲۹ در بیمارستان شهرستان مونتری درگذشت.

## نگارخانه

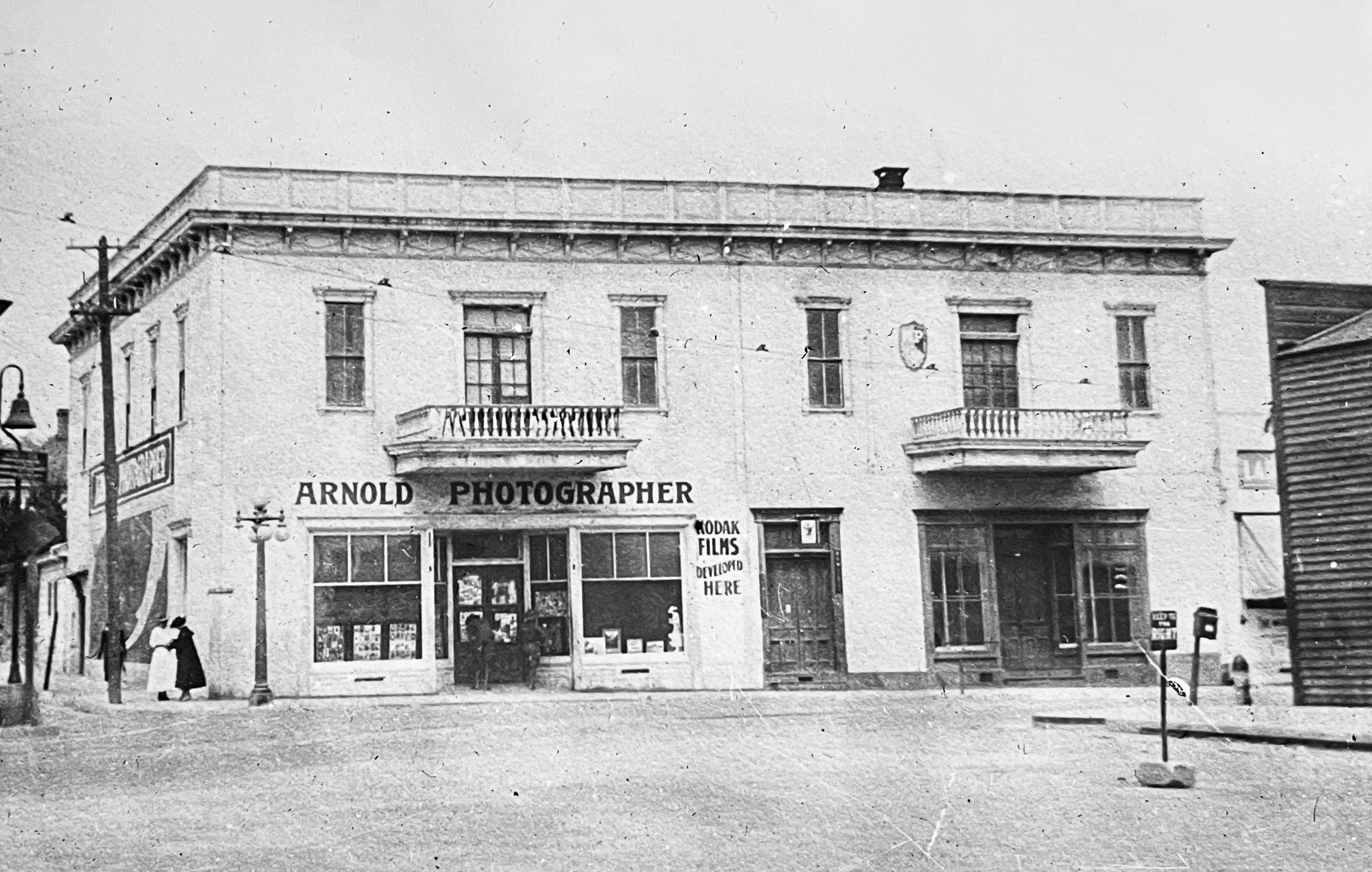
استودیوی عکس آرنولد در خشتی آلوارادو در گوشه جنوب غربی خیابان آلوارادو و پرل در مونتری، کالیفرنیا
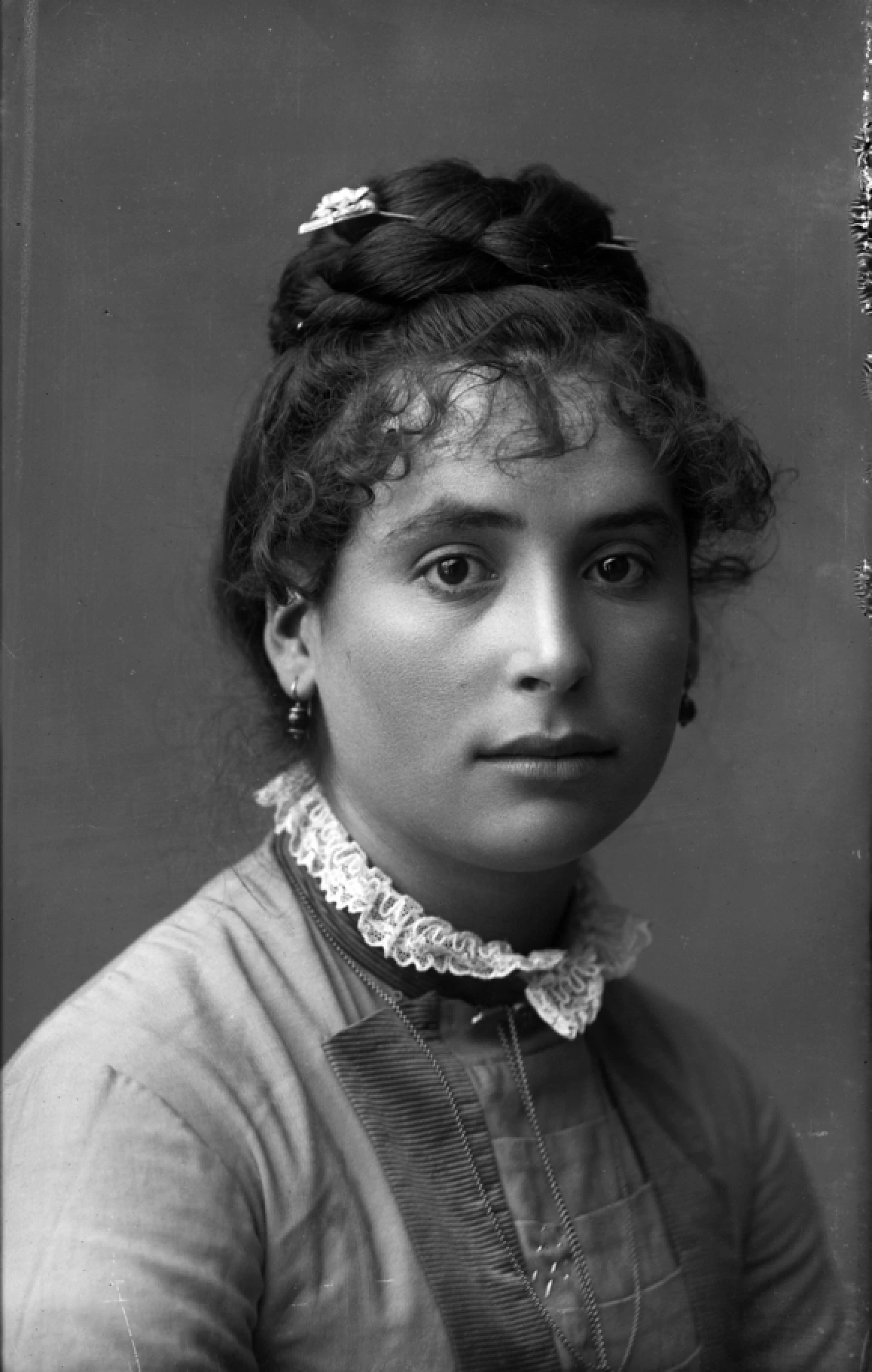
پرتره یک زن ناشناس که در کالیفرنیا به نمایش گذاشته شد بدون ویرایش! آرشیو عکس آرنولد در پاریس
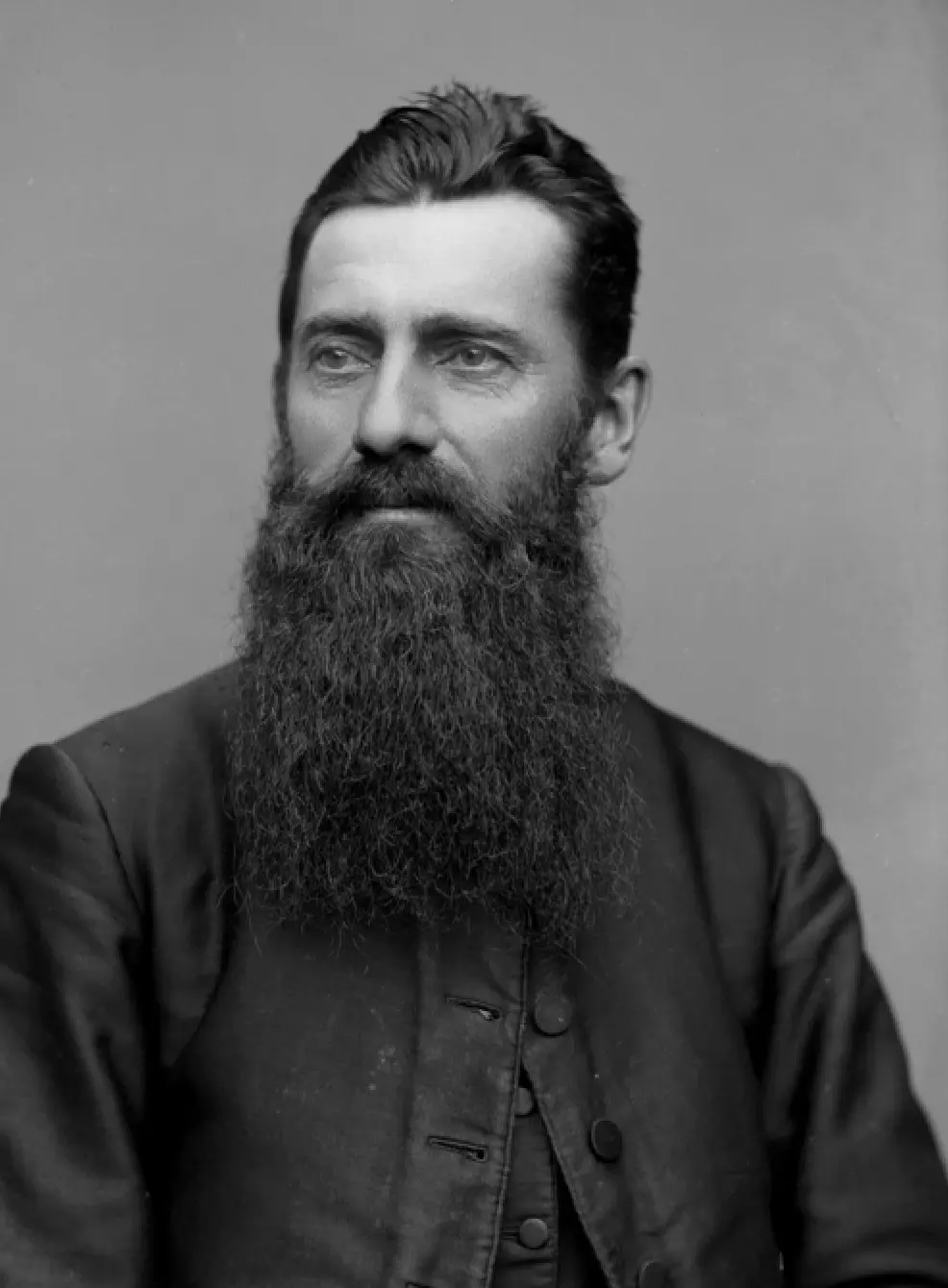
نگاتیو صفحه شیشه‌ای آر. جی. آرنولد